# Copa de Martinica
La Copa de Martinica es el torneo de copa de fútbol a nivel de clubes más importante de Martinica.
Fue creado en el año 1953, y entre 1977 a 1979 el campeón del torneo se enfrentaba al campeón de la Copa de Guadalupe en el llamada Copa de Copas. El torneo se juega bajo un sistema de eliminación directa y participan todos los equipos de Martinica.

## Lista de Campeones
| 1953    | Golden Star de Fort-de-France   |                  |                                 |             |             |             |             |             |             |             |
| 1954    | Club Franciscain (Le François)  |                  |                                 |             |             |             |             |             |             |             |
| 1955    | Club Colonial de Fort-de-France |                  |                                 |             |             |             |             |             |             |             |
| 1956    | Good Luck de Fort-de-France     |                  |                                 |             |             |             |             |             |             |             |
| 1957    | Golden Star de Fort-de-France   |                  |                                 |             |             |             |             |             |             |             |
| 1958    | Golden Star de Fort-de-France   |                  |                                 |             |             |             |             |             |             |             |
| 1959    | Club Colonial de Fort-de-France |                  |                                 |             |             |             |             |             |             |             |
| 1960    | US Robert                       |                  |                                 |             |             |             |             |             |             |             |
| 1961    | US Robert                       |                  |                                 |             |             |             |             |             |             |             |
| 1962    | Club Colonial de Fort-de-France |                  |                                 |             |             |             |             |             |             |             |
| 1963    | Golden Star de Fort-de-France   |                  |                                 |             |             |             |             |             |             |             |
| 1964    | Assaut de Saint-Pierre          |                  |                                 |             |             |             |             |             |             |             |
| 1965    | Assaut de Saint-Pierre          |                  |                                 |             |             |             |             |             |             |             |
| 1966    | Assaut de Saint-Pierre          |                  |                                 |             |             |             |             |             |             |             |
| 1967    | Assaut de Saint-Pierre          |                  |                                 |             |             |             |             |             |             |             |
| 1968    | Assaut de Saint-Pierre          |                  |                                 |             |             |             |             |             |             |             |
| 1969    | Club Franciscain (Le François)  |                  |                                 |             |             |             |             |             |             |             |
| 1970    | Golden Star de Fort-de-France   |                  |                                 |             |             |             |             |             |             |             |
| 1971-72 | Desconocido                     | Desconocido      | Desconocido                     | Desconocido |             |             |             |             |             |             |
| 1973    | Good Luck de Fort-de-France     |                  |                                 |             |             |             |             |             |             |             |
| 1974    | Good Luck de Fort-de-France     |                  |                                 |             |             |             |             |             |             |             |
| 1975-76 | Desconocido                     | Desconocido      | Desconocido                     | Desconocido | Desconocido |             |             |             |             |             |
| 1977    | CS Case-Pilote                  |                  |                                 |             |             |             |             |             |             |             |
| 1978    | Racing Club de Rivière-Pilote   |                  |                                 |             |             |             |             |             |             |             |
| 1979    | Good Luck de Fort-de-France     |                  |                                 |             |             |             |             |             |             |             |
| 1980    | Club Colonial de Fort-de-France |                  |                                 |             |             |             |             |             |             |             |
| 1981    | Racing Club de Rivière-Pilote   | 2-1              | US Robert                       |             |             |             |             |             |             |             |
| 1982-85 | Desconocido                     | Desconocido      | Desconocido                     | Desconocido | Desconocido | Desconocido |             |             |             |             |
| 1986    | Club Franciscain (Le François)  |                  |                                 |             |             |             |             |             |             |             |
| 1987    | Club Franciscain (Le François)  |                  |                                 |             |             |             |             |             |             |             |
| 1988    | Olympique du Marin (Le Marin)   |                  |                                 |             |             |             |             |             |             |             |
| 1989    | Olympique du Marin (Le Marin)   |                  |                                 |             |             |             |             |             |             |             |
| 1990    | Club Franciscain (Le François)  |                  |                                 |             |             |             |             |             |             |             |
| 1991-94 | Desconocido                     | Desconocido      | Desconocido                     | Desconocido | Desconocido | Desconocido | Desconocido | Desconocido |             |             |
| 1995    | Aiglon du Lamentin              |                  |                                 |             |             |             |             |             |             |             |
| 1996    | Aiglon du Lamentin              |                  |                                 |             |             |             |             |             |             |             |
| 1997    | Desconocido                     | Desconocido      | Desconocido                     | Desconocido | Desconocido | Desconocido | Desconocido | Desconocido | Desconocido |             |
| 1998    | Club Franciscain (Le François)  | 4-3              | (t.e.) Aiglon du Lamentin       |             |             |             |             |             |             |             |
| 1999    | Desconocido                     | Desconocido      | Desconocido                     | Desconocido | Desconocido | Desconocido | Desconocido | Desconocido | Desconocido | Desconocido |
| 2000    | Assaut de Saint-Pierre          | 4-2 (t.e.)       | Club Franciscain                |             |             |             |             |             |             |             |
| 2001    | Club Franciscain (Le François)  | 2-1              | Réveil Sportif de Gros-Morne    |             |             |             |             |             |             |             |
| 2002    | Club Franciscain (Le François)  | 1-0              | Racing Club de Rivière-Pilote   |             |             |             |             |             |             |             |
| 2003    | Club Franciscain (Le François)  | 1-0              | New Club                        |             |             |             |             |             |             |             |
| 2004    | Club Franciscain (Le François)  | 2-2 (13-12 pen.) | US Robert                       |             |             |             |             |             |             |             |
| 2005    | Club Franciscain (Le François)  | 5-1              | Club Colonial de Fort-de-France |             |             |             |             |             |             |             |
| 2006    | CS Case-Pilote (Case-Pilote)    | 1-0              | Gri-Gri Pilotin                 |             |             |             |             |             |             |             |
| 2007    | Club Franciscain (Le François)  | 4-1              | Samaritaine                     |             |             |             |             |             |             |             |
| 2008    | Club Franciscain (Le François)  | 2-1              | Golden Star de Fort-de-France   |             |             |             |             |             |             |             |
| 2009    | Aiglon du Lamentin              | 2-0              | Club Franciscain                |             |             |             |             |             |             |             |
| 2010    | CS Case-Pilote (Case-Pilote)    | 2-1              | Rapid Club Lorrain              |             |             |             |             |             |             |             |
| 2011    | Racing Club de Rivière-Pilote   | 2-2 (5-4 pen.)   | Golden Lion FC                  |             |             |             |             |             |             |             |
| 2012    | Club Franciscain (Le François)  | 2-1              | Essor-Préchotain                |             |             |             |             |             |             |             |
| 2013    | Racing Club de Rivière-Pilote   | 2-1              | Club Franciscain                |             |             |             |             |             |             |             |
| 2014    | Club Colonial                   | 1-0              | Golden Lion                     |             |             |             |             |             |             |             |
| 2015    | Club Franciscain (Le François)  | 2-2 (3-2 pen.)   | Club Colonial                   |             |             |             |             |             |             |             |
| 2016    | Golden Lion                     | 0-0 (4-3 Pen.)   | Club Franciscain                |             |             |             |             |             |             |             |
| 2017    | AS Samaritaine                  | 2-1              | Good Luck                       |             |             |             |             |             |             |             |
| 2018    | Club Franciscain (Le François)  | 2-1              | Racing Club de Rivière-Pilote   |             |             |             |             |             |             |             |

## Títulos por equipo
| Club                          | Títulos |
| ----------------------------- | ------- |
| Club Franciscain              | 16      |
| Assaut                        | 6       |
| Club Colonial                 | 6       |
| Golden Star                   | 5       |
| Good Luck de Fort-de-France   | 4       |
| Aiglon du Lamentin            | 3       |
| CS Case-Pilote                | 3       |
| Racing Club de Rivière-Pilote | 3       |
| US Robert                     | 2       |
| Golden Lion                   | 1       |
| AS Samaritaine                | 1       |